# Matrimonio interreligioso
El matrimonio interreligioso o matrimonio interconfesional es un tipo de matrimonio donde los contrayentes profesan distintas religiones. A lo largo de la historia ha tenido diferentes concepciones y tratos, siendo un tema de debate controversial y polémico en algunas fes durante siglos hasta la actualidad, en diferentes partes del mundo. La actitud o postura que toma un credo con respecto a este tema, es considerado también como una muestra de la tolerancia religiosa que tiene esa religión, además de exponer su moral sexual en relación con la importancia que le dan al matrimonio por sobre las prácticas sexuales extramaritales y prematrimoniales, tales como la fornicación y el adulterio.

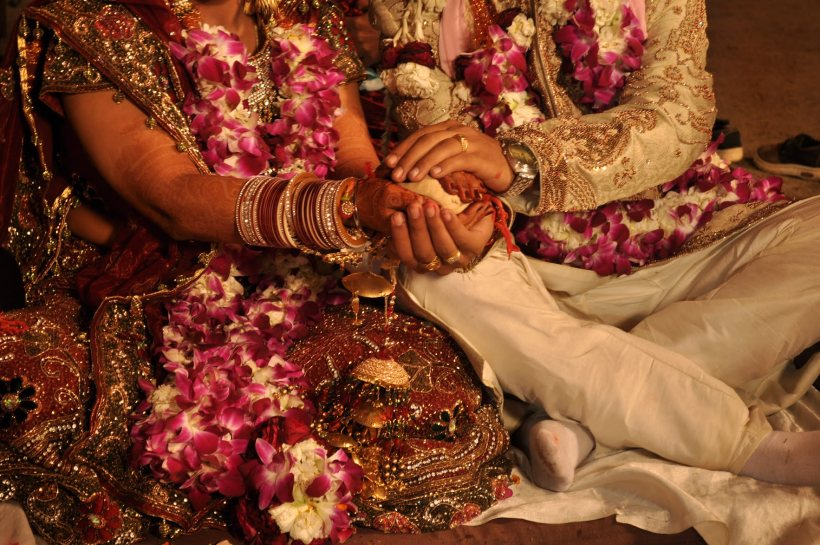
Boda hindú

Con la aparición del matrimonio civil, estas uniones maritales se vieron incrementadas y pudieron ser legalizadas en muchos lugares donde históricamente se encontraban prohibidas, al no ser un requisito para celebrar una boda (en la gran mayoría de los estados laicos), que los novios profesen una misma religión, pudiendo incluso ser uno o ambos irreligiosos en todas sus formas (ateísmo, agnosticismo, deísmo, librepensamiento, escepticismo religioso, etc.), dependiendo del ordenamiento jurídico de cada país o entidad territorial donde se aplica dicha legislación, propia del derecho de familia.

## Marco legal internacional
De acuerdo a la Declaración Universal de los Derechos Humanos en su Artículo 16, inciso primero, se establece el derecho y la libertad de todas las personas que están en edad legal para contraer matrimonio civilmente, de hacerlo sin restricción de religión:

“1. Los hombres y las mujeres, a partir de la edad núbil, tienen derecho, sin restricción alguna por motivos de raza, nacionalidad o religión, a casarse y fundar una familia, y disfrutarán de iguales derechos en cuanto al matrimonio, durante el matrimonio y en caso de disolución del matrimonio”.
Art. 16 de la Declaración Universal de los Derechos Humanos

Si bien la mayoría de los aspectos del Artículo 16 de la Declaración Universal fueron incorporados literalmente en el Artículo 23 del Pacto Internacional de Derechos Civiles y Políticos, fueron omitidos los asuntos por raza y religión.
El Artículo 17, inciso segundo de la Convención Americana sobre Derechos Humanos señala que todo hombre y mujer tiene derecho a contraer matrimonio, sujeto a las condiciones de la legislación nacional «en la medida en que tales condiciones no afecten el principio de no discriminación establecido en esta Convención».

## Por religión

### En el cristianismo
En la mayoría de las denominaciones cristianas, un matrimonio interreligioso es aquel que se realiza entre una persona bautizada y otra que no lo está (por ejemplo, entre una mujer cristiana y un hombre judío). Las uniones conyugales entre bautizados cristianos de diferentes iglesias (como por ejemplo, entre un hombre luterano y una mujer metodista), se denomina «matrimonio interdenominacional», sin imponer mayores prohibiciones a quienes desean contraerlo y como una señal de ecumenismo, aunque con algunos requisitos previos, como la obtención de permisos o la realización de cursos introductorios especiales para los novios antes de la boda.
En la Iglesia católica, el Derecho Matrimonial Canónico establece que, para poder celebrar una boda interdenominacional, es necesario pedir a la autoridad eclesiástica competente, generalmente un obispo, un «permiso especial de matrimonio mixto»; mientras que para un matrimonio entre un católico y otra persona de otra religión no cristiana, se debe solicitar una «dispensa de disparidad de culto», donde solo al novio católico se le pide declarar que está dispuesto a «evitar aquellos peligros que le aparten de su fe».

### En el judaísmo
Históricamente, las autoridades religiosas del judaísmo han promovido durante la mayor parte de la historia la prohibición de matrimonios entre un judío y un no judío, mientras que sigue siendo un tema controversial entre las diferentes ramas de esta religión. Estas prohibiciones se centran en pasajes del Talmud y de lo que dicen los poskim en relación con las uniones maritales.  No obstante, algunas reformas realizadas en la época moderna, tanto en Israel como en otros países donde habita la diáspora judía, han permitido este tipo de uniones pero con ciertas restricciones, siendo el camino de la conversión al judaísmo del novio no judío uno de los menos difíciles de aceptar y de más rápida aprobación. Asimismo, existen parejas que para eludir los controles exhaustivos de las autoridades del judaísmo ortodoxo en referencia al matrimonio interreligioso, optan por celebraciones de bodas alternativas, legales o simbólicas, sin perder sus tradiciones religiosas, como la celebración bajo una jupá.

### Islam
En el Islam sunita, una preocupación legal primordial es que los descendientes de un matrimonio interreligioso entre un musulmán y un no musulmán sean descendientes musulmanes y se críen como tales. La Sharia, por lo tanto, tiene diferentes regulaciones sobre el matrimonio interreligioso, dependiendo, en primer lugar, de cuál es el género del posible musulmán que se casará entre ellos y, en segundo lugar, a qué religión no musulmana se adhiere la persona a la que un musulmán busca casarse con. La ley islámica permite que un hombre musulmán se case con mujeres no musulmanas siempre que pertenezcan a la Gente del Libro (es decir, mujeres cristianas o mujeres judías) ya que los hijos serán musulmanes (religión del padre). Además, deben haber sido castos, y el Islam ortodoxo exige que todos los niños sean educados como musulmanes. Más allá de esta exención, un hombre musulmán no puede casarse con mujeres que no pertenezcan a la Gente del Libro a menos que se conviertan al islam (lo cual no es un requisito para las mujeres cristianas y las mujeres judías). Por lo tanto, a los hombres musulmanes se les prohíbe casarse, por ejemplo, con hindúes, jainistas, budistas, etc., así como con paganos o ateos, a menos que el hombre o la mujer se conviertan al islam. Los sijs son monoteístas, pero no son gente del libro (judíos o cristianos). Si algún no musulmán se convierte, ya no se considerará un matrimonio mixto, sino un matrimonio entre musulmanes y, por lo tanto, no estará prohibido.
Por otro lado, de acuerdo con el entendimiento ortodoxo del matrimonio interreligioso en el Islam, las mujeres musulmanas tienen prohibido el matrimonio mixto según la ley islámica. Esto evitaría que los hijos fueran kafir al poder practicar la religión del padre. Esto se entiende independientemente de si desea o no casarse con un hombre de entre el Pueblo del Libro (es decir, un cristiano o judío masculino) o un hombre de cualquier otra religión. Con base en esta interpretación, esto no se aplicaría si el hombre no musulmán se convirtiera al islam, ya que la mujer musulmana ya no se consideraría un matrimonio mixto, sino que se casaría con un hombre musulmán. Además, a diferencia del hombre musulmán que puede tener múltiples esposas, solo puede estar casada con un hombre musulmán a la vez (es decir, no puede tener varios maridos al mismo tiempo). El Corán dice, “No os caséis con las idólatras (Al-Mushrikaat) hasta que no crean (adoren sólo a Alá). Una esclava creyente es mejor que una mujer libre idólatra (Mushrikah) aunque ella os plazca. Y no caséis (a vuestras mujeres e hijas) con los idólatras (Al‑Mushrikoon) hasta que no crean (solo en Alá). Un esclavo creyente es mejor que un idólatra (Mushrik) libre aunque os guste. Ellos (los idólatras) invitan al Fuego mientras que Alá invita al Jardín y al perdón con Su permiso; y aclara Sus signos a los hombres. ¡Ojalá recapaciten!” [al-Baqarah 2:221]
Desde el punto de vista imperialista, esto permite al islam ser la religión predominante allá donde se implemente.